# ريان ميلارد
ريان ميلارد (بالإنجليزية: Ryan Millard)‏ هو لاعب دوري الرغبي أسترالي، ولد في 13 مارس 1987 في Hurstville, New South Wales ‏ في أستراليا.